# 1102

## Догађаји
- Пролеће – Фатимидске снаге (око 20.000 људи) нападају Палестину и покрећу нападе на Јерусалимско краљевство. Крсташи побеђују фатимидску заштитничку гарду близу Аскалона и освајају град након трогодишње опсаде. Крсташи освајају Цезареју Приморску уз подршку ђеновске флоте. Више ђеновских трговачких колонија основано је дуж медитеранске обале.
- Опсада Триполија: Крсташи под Рајмондом IV почињу опсаду Триполија (данас Либан). Гарнизон позива у помоћ, али селџучка војска за помоћ из Дамаска и Хомса бива поражена од стране Рајмонда.
- Српски кнез Кочапар Бранислављевић (12. век) био је владао Дукљом од 1102. до 1103, под управом великог жупана Рашке Вукана.
- 5. мај – Краткотрајна кнежевина коју је створио Родриго Дијаз де Вивар се завршава: Валенсију заузимају алморавидске снаге под султаном Јусуфом ибн Ташфином. Касније ју је поново заузео, евакуисао и спалио краљ Алфонсо VI.
- 17. мај – Битка код Рамле: Крсташи (500 витезова) под краљем Балдуином I поражени су од фатимидске војске код Рамле (данас Израел). Балдуин и његови пратиоци беже кроз непријатељске линије до Арсуфа.
- 27. мај – Крсташи под Балдуином I пробијају се из Јафе, коју окружује фатимидска војска. Јуриш француске коњице разбија непријатељске редове и приморава их да се повуку у Аскалон.
- Рејмонда IV затвара Танкред, нећак Боемунда I и регент Кнежевине Антиохије (касније је пуштен након што је обећао да ће се одрећи свих тврдњи).
- Млечани оснивају нови трговачки центар у Сидону (данашњи Либан).
- 4. јун – Владислав I Херман, војвода Пољске, умире у Плоцку (вероватно отрован од стране својих непријатеља) након 23-годишње владавине. Он оставља да се наслеђе расправља између његових синова Збигњева и Болеслава III Кривоустог.
- Лондонски сабор: Црквени сабор који је сазвао Анселмо, надбискуп Кентерберијски, забрањује содомију и продају хришћанских робова нехришћанским земљама и реформише свештенство.
- Хенри I наређује да се отвори гробница Едварда Исповедника; тело бившег краља је наводно пронађено нераспаднуто. Вестминстерски монаси почињу да Едварда славе као светитеља.

### Децембар
- Википедија:Непознат датум — Отпочела опсада Триполија

## Смрти
- Антипапа Теодорик

- Владислав I Херман

- Исак Комнин (брат цара Алексија I)

- Кербуга

- Стефан од Блоа (крсташ)
- Стефан I од Бургундије